# Das Traumfresserchen
Das Traumfresserchen ist ein Singspiel in sieben Bildern und sechs Zwischenspielen von Wilfried Hiller mit einem Libretto von Michael Ende.

## Handlung
Im Königreich Schlummerland ist das Wichtigste das Schlafen. Wer am besten schläft, ist König. Weil Prinzessin Schlafittchen so neugierig ist, öffnet sie die geheime Tür im Keller, hinter der das Traumfresserchen lebt, und schickt dieses ans Ende aller Erden, weil ihre Eltern ihr verboten haben, mit etwas Hässlichem zu spielen. Von nun an wird die Königsfamilie von Albträumen geplagt und unter den Bürgern Schlummerlands macht sich revolutionäre Stimmung breit. Einzige Rettung ist es, das Traumfresserchen wieder zurückzuholen, doch das gelingt nur, wenn man das richtige Lied singt.

## Musik
Jede Figur hat ihr Instrument, es wird sehr viel Schlagwerkgestaltung eingesetzt.
Orchesterbesetzung:
- Holzbläser: Flöte (auch Piccolo), zwei Klarinetten (beide auch Altsaxofon, 2. auch Bassklarinette), Fagott
- Blechbläser: zwei Trompeten, zwei Posaunen, Tuba
- Schlagzeug (zwei Spieler): Xylofon, Marimba, Vibrafon, Triangel, Zimbeln, Becken, Hi-Hat, Tamtam, Tomtom (tief), Rührtrommel, zwei Bongos,  zwei kleine Trommeln, zwei große Trommeln, Donnerblech, Schellenbaum, Röhrenglocken, Guiro, zwei Peitschen (hoch, tief), kleine Ratsche, zwei Maracas, Claves, zwei Holzblöcke, Vibraslap, Flexatone, Lotosflöte,  Weingläser, drei Spieldosen, Metronom, Löwengebrüll, Windmaschine, Zanza
- Harfe
- Klavier/Celesta, Orgel
- Streicher

## Aufführungen
1999 errichtete die Wiener Staatsoper auf der Dachterrasse ein Zelt, das eigens für die Aufführung von Kinderopern gedacht war und bis heute besteht. Die erste Produktion war Das Traumfresserchen mit Heinz Zednik in der Titelrolle, Renate Pitscheider als Schlafittchen und Ildikó Raimondi und Gottfried Hornik als Königspaar. Das Stück wurde seither mehrmals wieder aufgenommen, zuletzt im September 2009 mit Herwig Pecoraro, Ileana Tonca, Simina Ivan und Hans Peter Kammerer. Die Inszenierung wurde zudem 2010 in der Grazer Oper sowie 2010 und 2011 am Theater für Niedersachsen in Hildesheim gespielt.

## Hörspiel
Auf der Michael-Ende-Geschichte basiert ein Hörspiel. Abweichend vom Original wird im Hörspiel das Schlafittchen von Einschlafstörung und Alpträumen geplagt. Nachdem alle anerkannten Heilmethoden scheitern und Genesung nicht in Sicht ist, macht sich der König endlich auf die Suche nach Hilfe und trifft auf seiner Reise das Traumfresserchen, das ihn zum Schloss zurückbegleitet. Durch eine gute Wendung wird so die Prinzessin von ihrem Leiden erlöst.

## Aufnahmen/Tonträger
- Das Traumfresserchen. Aus dem Kinderopernzelt der Wiener Staatsoper. Wien 19. September 1999 (VHS-Videokassette oder DVD, 70 min.)